# سرچاه شور
سرچاه شور یک روستا در ایران است که در دهستان قلعه زری واقع شده‌است. سرچاه شور ۱۰۵ نفر جمعیت دارد.